# Provincia Norte (Sri Lanka)
La Provincia del Norte (Tamil: வட மாகாணம்; Cingalés: උතුරු පළාත) es una de las nueve provincias de Sri Lanka. Su ciudad capital es Jaffna.

## Actualidad
La gran mayoría de su población está compuesta por tamileses, con una minoría de cingaleses y de otros musulmanes. La guerra civil actual que azota a Sri Lanka tiene sus raíces en esta provincia. En la Provincia del Norte hay actualmente un fuerte movimiento separatista, el cual es el motivo de la actual guerra civil. La mayoría de la gente gana su sustento como granjeros, pescadores y profesionales en los sectores civiles y en negocios. Es conocida por sus instituciones que brindan educación más alta. La industria a escala pequeña tal como la fabricación de productos químicos y los textiles estaban presentes antes de la guerra civil. La península de Jaffna es irrigada por los acuíferos subterráneos alimentados por los pozos mientras que el resto de la provincia tiene tanques de irrigación.